# Halowe Mistrzostwa Europy w Łucznictwie 1989
4. Halowe Mistrzostwa Europy w Łucznictwie odbyły się w dniach 1 - 3 grudnia 1989 roku w Atenach w Grecji. 

## Reprezentacja Polski seniorów

### łuk klasyczny
- Monika Dziedzic
- Jacek Gilewski
- Joanna Helbin
- Edyta Korotkin
- Joanna Kwaśna
- Sławomir Napłoszek

## Medaliści

### Seniorzy

#### Strzelanie z łuku klasycznego
| Konkurencja:           | Złoto:                                                          | Srebro:                                                                             | Brąz:                                                       |
| indywidualnie kobiet   | Natalia Valeeva                                                 | Jacqueline van Rozendaal-van Gerven                                                 | Marina Moloce                                               |
| indywidualnie mężczyzn | Erwin Verstegen                                                 | Jarosław Gusak                                                                      | Robin van de Meulebroecke                                   |
| drużynowo kobiet       | ZSRR · Natalia Valeeva · Natalia Nasaridze · Lolesnikowa        | Holandia · Jacqueline van Rozendaal-van Gerven · Sjan van Dijk · Christel Verstegen | RFN · Doris Haas · Claudia Kriz · Heike Eichinger           |
| drużynowo mężczyzn     | ZSRR · Władimir Jeszejew · Stanisław Zabrodzki · Jarosław Gusak | RFN · Andreas Lippoldt · Manfred Barth · Udo Boettcher                              | Belgia · Paul Vermeiren · Robin van de Meulebroecke · Royer |

## Klasyfikacja medalowa
| Lp. | Państwo  | Złoto | Srebro | Brąz | Razem |
| 1.  | ZSRR     | 3     | 1      | 0    | 4     |
| 2.  | Holandia | 1     | 2      | 0    | 3     |
| 3.  | RFN      | 0     | 1      | 1    | 2     |
| 4.  | Belgia   | 0     | 0      | 2    | 2     |
| 5.  | Rumunia  | 0     | 0      | 1    | 1     |